# The Gathering (film)
The Gathering är en amerikansk skräckfilm/thrillerfilm från 2002 i regi av Brian Gilbert med bland andra Christina Ricci.

## Utmärkelser
| År   | Pris                                            | Kategori   | Vinst/Nominerad |
| ---- | ----------------------------------------------- | ---------- | --------------- |
| 2003 | International Fantasy Film Award på Fantasporto | Bästa film | Nomenerad       |
| 2003 | Golden Fleece på Golden Trailer Awards          |            | Nominerad       |
| 2003 | Special Jury Prize på Gérardmer Film Festival   |            | Vinst           |

## Rollista
| Christina Ricci     | – Cassie Grant             |
| Ioan Gruffudd       | – Dan Blakeley             |
| Stephen Dillane     | – Simon Kirkman            |
| Kerry Fox           | – Marion Kirkman           |
| Simon Russell Beale | – Luke Fraser              |
| Robert Hardy        | – The Bishop               |
| Harry Forrester     | – Michael Kirkman          |
| Jessica Mann        | – Emma Kirkman             |
| Peter McNamara      | – Frederick Michael Argyle |